# Pierre Linster

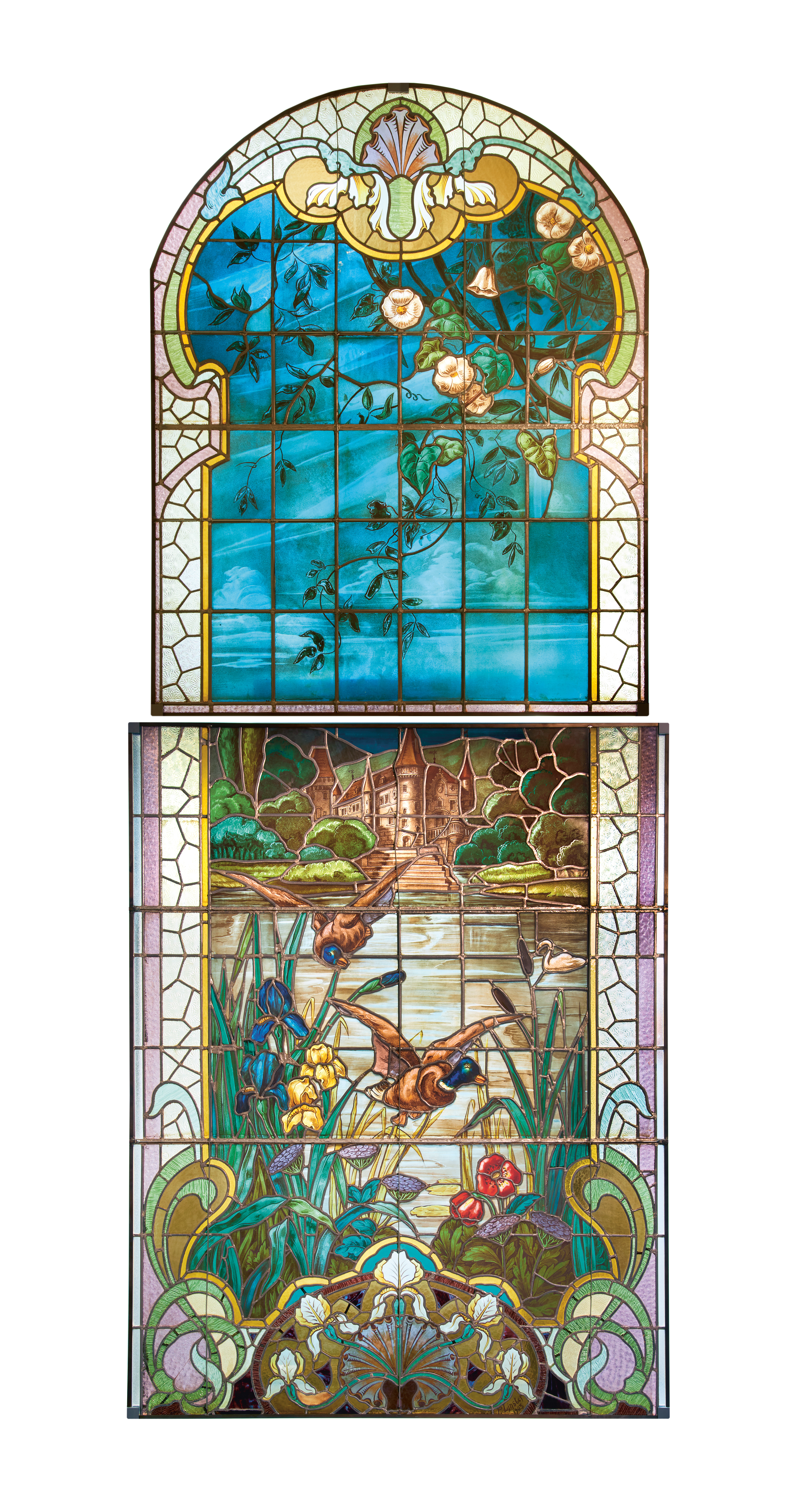
Glasraam, gesigneerd "P. Linster 1903"

Peter (Pierre) Linster (Mondorf-les-Bains, 30 maart 1863 – aldaar, 13 september 1906) was een Luxemburgs glazenier. Hij werd ook Hippolyt Linster genoemd.

## Leven en werk
Peter of Pierre Linster was een zoon van Johann (Jean) Linster en Maria Conter. Hij kreeg een artistieke opleiding in Parijs en werd meesterglasschilder in de studio van Charles II Champigneulle. Vanwege heimwee keerde hij in 1891 terug naar Luxemburg. Hij trouwde er dat jaar met Catharina Renell (ovl. 1940) uit Altwies. Uit dit huwelijk werden de zoons Jean (1893-1968) en Sylvère Linster (1894-1973) geboren. Jean werd later burgemeester van Mondorf-les-Bains.
In 1891 opende Pierre Linster een atelier in zijn geboorteplaats. Het was het eerste atelier voor glasschilderkunst in het groothertogdom. Aanvankelijk werkte hij met compagnon Alexandre Schmit onder de naam Linster et Schmit. Schmit had net als Linster bij Champigneulle gewerkt. Nog in het jaar van oprichting boden zij minister van staat Paul Eyschen diens door Linsters geschilderd portret in glas-en-lood aan. Het is het oudst bewaard gebleven portret van de politicus. Linster en Schmit ontvingen voor hun werk een zilveren medaille op de Exposition Universelle, de wereldtentoonstelling van 1900 in Parijs. Linsters ramen werden geplaatst in onder andere de Sint-Michaelskerk in Mondorf (1891, 1899), de Sint-Nicolaaskerk in Holtz (1903), de Sint-Hubertuskerk in Itzig (1903), de Sint-Petrus en -Pauluskerk in Medernach (1903), de Sint-Bernardkerk in Cruchten (1905) en de Sint-Maximinuskerk in Greisch (1906).
Linster behoorde in 1893 tot de stichtende leden van de Cercle Artistique de Luxembourg, naast onder anderen de architecten Jean-Pierre Knepper, Jean-Pierre Koenig, Charles Mullendorff, Georges Traus en Auguste van Werveke, auteurs Pol Clemen, Nicolas Liez en Batty Weber, beeldhouwer Jean-Baptiste Wercollier, de schilders Pierre Blanc, Reginald Bottomley, Michel Engels, Michel Heiter, Franz Heldenstein, Jean-Pierre Huberty, Alphonse Thyes en André Thyes en tekenaar Eugène Kurth. Hij exposeerde ook op de salon van de kunstenaarsvereniging.
Pierre Linster overleed op 43-jarige leeftijd. Zijn weduwe zette de zaak voort onder de firmanaam Witwe Pierre Linster. Het bedrijf werd later overgenomen door hun zoons Jean en Sylvère Linster. In 2017 verwierf het Musée national d‘histoire et d‘art bijna 120 voorbereidende tekeningen voor glas-in-loodramen van Pierre en Sylvère Linster.

## Galerij

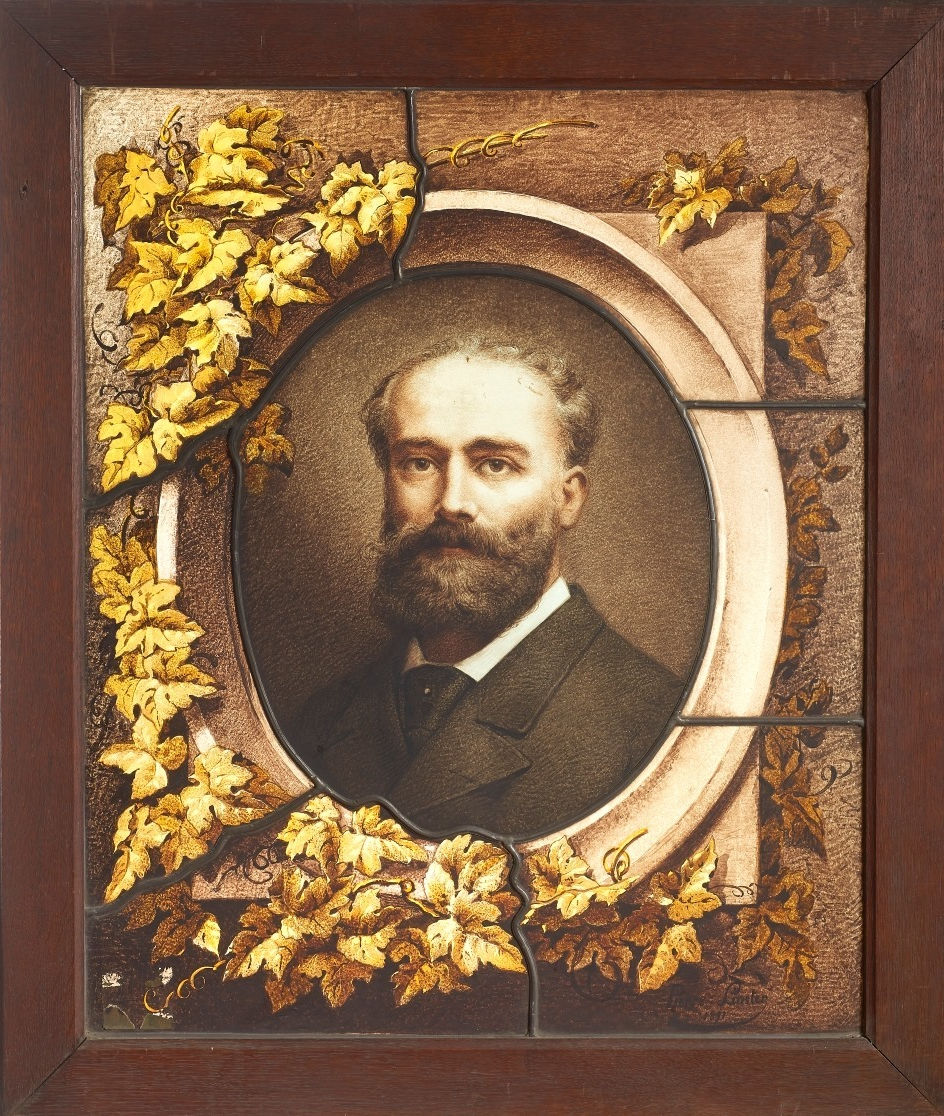
Glasraam Paul Eyschen (1891)
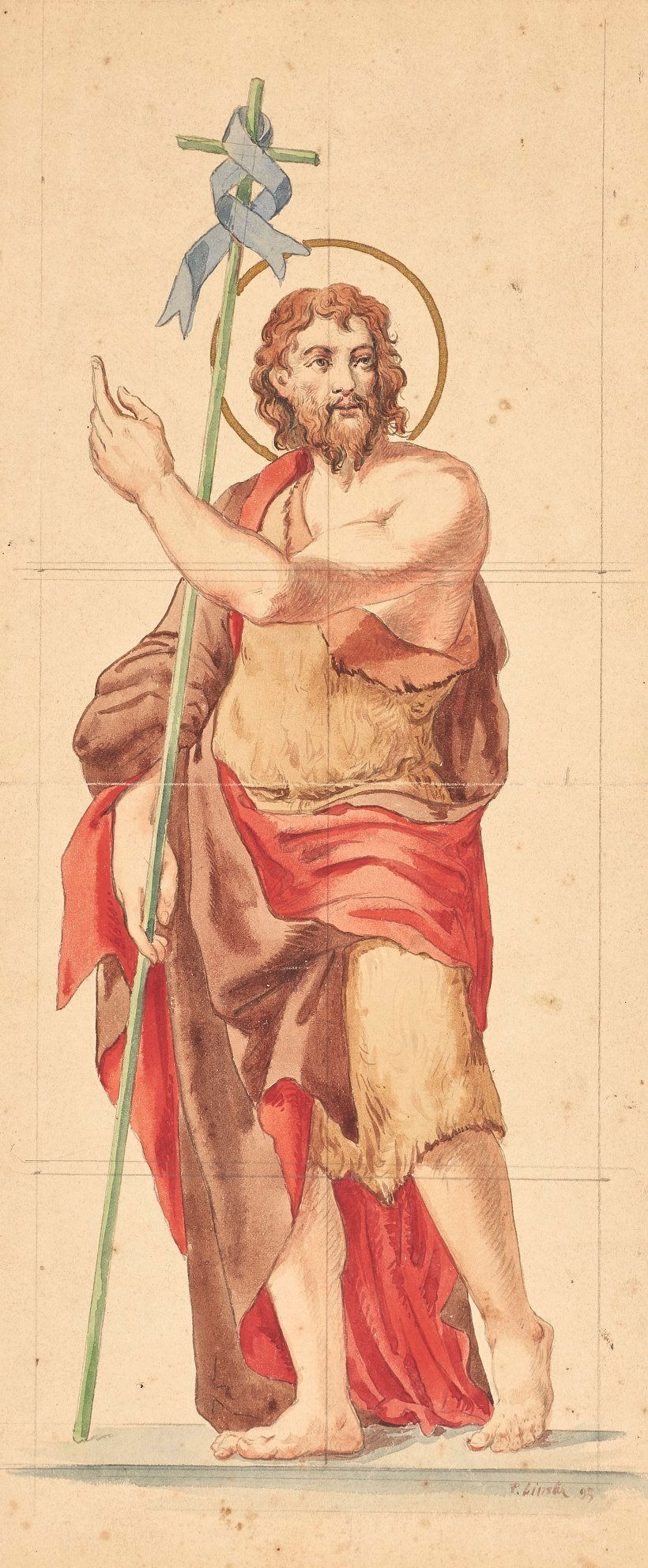
Tekening Johannes de Doper (1895)
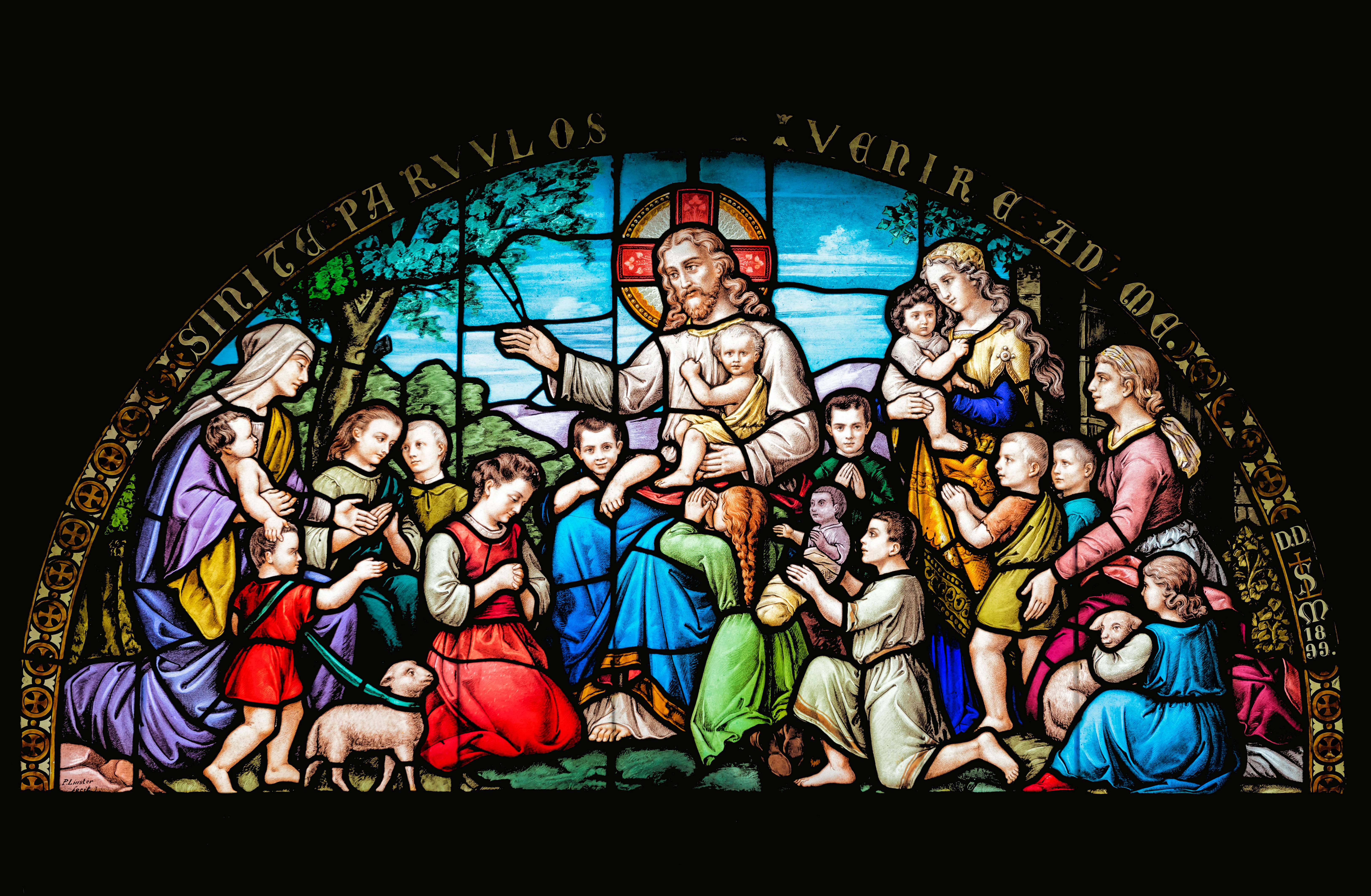
Glasraam Jezus zegent de kinderen (1899)
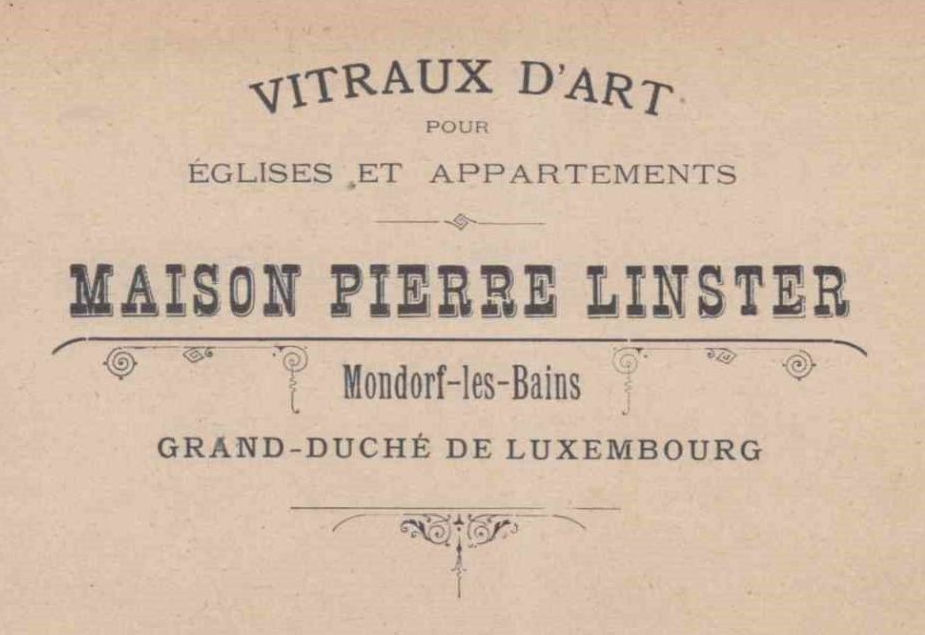
Reclamekaart

- Musée national d'archéologie, d'histoire et d'art: lkl000273